# 小明和他的小伙伴们 (网剧)
《小明和他的小伙伴们》是由金色坦克文化传媒有限公司出品的系列网剧，以搞笑的风格讲述了小明和他的小伙伴们的故事。
截止2020年已出品三季，共计30集。2021年6月，第四季开拍。